# فيرخنياركييفو
فيرخنياركييفو (بالروسية: Верхнеяркеево) هي مدينة في جمهورية باشكورتوستان في روسيا.
يبلغ عدد سكانها حوالي 9219   نسمة.